# Franck Perrot
Franck Perrot (ur. 7 lutego 1972 w Moûtiers) – francuski biathlonista, brązowy medalista mistrzostw świata.

## Kariera
Pierwszy sukces w karierze osiągnął w 1992 roku, kiedy zdobył złoty medal w biegu indywidualnym i srebrny w sprincie podczas mistrzostw świata juniorów w Canmore.
W Pucharze Świata zadebiutował 17 grudnia 1992 roku w Pokljuce, zajmując 80. miejsce w biegu indywidualnym. Pierwsze punkty zdobył 13 stycznia 1994 roku w Ruhpolding, gdzie w tej samej konkurencji zajął 17. miejsce. Nigdy nie stanął na podium zawodów tego cyklu, najlepszy wynik osiągnął 8 grudnia 1994 roku w Bad Gastein, kończąc rywalizację w biegu indywidualnym na czwartej pozycji. W zawodach tych walkę o podium przegrał z Dmitrijem Pantowem z Kazachstanu. Najlepsze wyniki osiągnął w sezonie 1995/1996, kiedy zajął 25. miejsce w klasyfikacji generalnej.
Na mistrzostwach świata w Anterselvie wspólnie z Thierrym Dusserre'em, Lionelem Laurentem i Stéphane'em Bouthiaux zdobył brązowy medal w biegu drużynowym. Na tej samej imprezie zajął też dziesiąte miejsce w biegu indywidualnym. Na rozgrywanych rok później mistrzostwach świata w Ruhpolding był między innymi piąty w sztafecie. Brał też udział w igrzyskach olimpijskich w Lillehammer w 1994 roku, gdzie rywalizację w biegu indywidualnym ukończył na 47. pozycji

## Osiągnięcia

### Igrzyska olimpijskie
| Rok  | Miejscowość | Konkurencje | Konkurencje | Konkurencje | Konkurencje | Konkurencje | Konkurencje | Konkurencje |
| Rok  | Miejscowość | IN          | SP          | PU          | MS          | RL          | MR          | SR          |
| ---- | ----------- | ----------- | ----------- | ----------- | ----------- | ----------- | ----------- | ----------- |
| 1994 | Lillehammer | 47.         | –           | nd.         | nd.         | –           | nd.         | –           |

### Mistrzostwa świata
| Rok  | Miejscowość | Konkurencje | Konkurencje | Konkurencje | Konkurencje | Konkurencje | Konkurencje | Konkurencje |
| Rok  | Miejscowość | IN          | SP          | PU          | MS          | RL          | MR          | SR          |
| ---- | ----------- | ----------- | ----------- | ----------- | ----------- | ----------- | ----------- | ----------- |
| 1995 | Anterselva  | 10.         | –           | nd.         | nd.         | –           | nd.         | –           |
| 1996 | Ruhpolding  | 70.         | 40.         | –           | nd.         | 5.          | nd.         | –           |

### Puchar Świata

#### Miejsca w klasyfikacji generalnej
| Sezon     | Miejsce |
| --------- | ------- |
| 1992/1993 | -       |
| 1993/1994 | 63.     |
| 1994/1995 | 31.     |
| 1995/1996 | 25.     |
| 1996/1997 | 78.     |
| 1997/1998 | 70.     |

#### Miejsca na podium chronologicznie
Perrot nigdy nie stanął na podium indywidualnych zawodów PŚ.